# Steve Sharkey
Stephen Francis Sharkey, detto Steve (Schenectady, 30 dicembre 1918 – Syracuse, 15 marzo 1995), è stato un cestista statunitense, professionista nella NBL.

## Carriera
Giocò tre stagioni nella NBL, disputando 158 partite con 5,1 punti di media.